# Jeff Odgers
John Jeffrey "Jeff" Odgers, född 31 maj 1969, är en kanadensisk före detta professionell ishockeyforward som tillbringade tolv säsonger i den nordamerikanska ishockeyligan National Hockey League (NHL), där han spelade för ishockeyorganisationerna San Jose Sharks, Boston Bruins, Colorado Avalanche och Atlanta Thrashers. Han producerade 145 poäng (75 mål och 70 assists) samt drog på sig 2 364 utvisningsminuter på 821 grundspelsmatcher. Han spelade även på lägre nivåer för Providence Bruins i American Hockey League (AHL), Kansas City Blades i International Hockey League (IHL) och Brandon Wheat Kings i Western Hockey League (WHL).
Odgers blev aldrig draftad av någon NHL-organisation.
Efter den aktiva spelarkarriären har han varit talangscout för Prince George Cougars, expertkommentator i NHL-sändningar för Atlanta Thrashers och boskapsuppfödare på sin familjs gård utanför Spy Hill i Saskatchewan.

## Statistik
| 1985–1986  | Saskatoon Blazers   | SMAAAHL    | 36  | 27 | 29 | 56  | 74   | —  | — | — | — | —  |
| 1986–1987  | Brandon Wheat Kings | WHL        | 70  | 7  | 14 | 21  | 150  | —  | — | — | — | —  |
| 1987–1988  | Brandon Wheat Kings | WHL        | 70  | 17 | 18 | 35  | 202  | 4  | 1 | 1 | 2 | 14 |
| 1988–1989  | Brandon Wheat Kings | WHL        | 71  | 31 | 29 | 60  | 277  | —  | — | — | — | —  |
| 1989–1990  | Brandon Wheat Kings | WHL        | 64  | 37 | 28 | 65  | 209  | —  | — | — | — | —  |
| 1990–1991  | Kansas City Blades  | IHL        | 77  | 12 | 19 | 31  | 318  | —  | — | — | — | —  |
| 1991–1992  | San Jose Sharks     | NHL        | 61  | 7  | 4  | 11  | 217  | —  | — | — | — | —  |
|            | Kansas City Blades  | IHL        | 12  | 2  | 2  | 4   | 56   | 9  | 3 | 0 | 3 | 13 |
| 1992–1993  | San Jose Sharks     | NHL        | 66  | 12 | 15 | 27  | 253  | —  | — | — | — | —  |
| 1993–1994  | San Jose Sharks     | NHL        | 81  | 13 | 8  | 21  | 222  | 11 | 0 | 0 | 0 | 11 |
| 1994–1995  | San Jose Sharks     | NHL        | 48  | 4  | 3  | 7   | 117  | 11 | 1 | 1 | 2 | 23 |
| 1995–1996  | San Jose Sharks     | NHL        | 78  | 12 | 4  | 16  | 192  | —  | — | — | — | —  |
| 1996–1997  | Boston Bruins       | NHL        | 80  | 7  | 8  | 15  | 197  | —  | — | — | — | —  |
| 1997–1998  | Colorado Avalanche  | NHL        | 68  | 5  | 8  | 13  | 213  | 6  | 0 | 0 | 0 | 25 |
|            | Providence Bruins   | AHL        | 4   | 0  | 0  | 0   | 31   | —  | — | — | — | —  |
| 1998–1999  | Colorado Avalanche  | NHL        | 75  | 2  | 3  | 1   | 259  | 15 | 1 | 0 | 1 | 14 |
| 1999–2000  | Colorado Avalanche  | NHL        | 62  | 1  | 2  | 3   | 162  | 4  | 0 | 0 | 0 | 0  |
| 2000–2001  | Atlanta Thrashers   | NHL        | 82  | 6  | 7  | 13  | 226  | —  | — | — | — | —  |
| 2001–2002  | Atlanta Thrashers   | NHL        | 46  | 4  | 4  | 8   | 135  | —  | — | — | — | —  |
| 2002–2003  | Atlanta Thrashers   | NHL        | 74  | 2  | 4  | 6   | 171  | —  | — | — | — | —  |
| NHL totalt | NHL totalt          | NHL totalt | 821 | 75 | 70 | 145 | 2364 | 47 | 2 | 1 | 3 | 73 |
| IHL totalt | IHL totalt          | IHL totalt | 89  | 14 | 21 | 35  | 374  | 9  | 3 | 0 | 3 | 13 |
| WHL totalt | WHL totalt          | WHL totalt | 275 | 92 | 89 | 181 | 838  | 4  | 1 | 1 | 2 | 14 |